# Alexander von Wuthenau
Baron Alexander von Wuthenau-Hohenthurm (* 8. Januar 1900; † 10. Januar 1994), auch bekannt als Alejandro, war ein deutsch-mexikanischer Diplomat, Historiker, und Kunstsammler, der mehrere Bücher zur transkulturellen Diffusion und der ethnischen Zusammensetzung des präkolumbischen Amerikas, vor allem in Mesoamerika, verfasste.
Auf Grundlage von Analysen archäologischer Artefakte, sowohl seiner eigenen als auch anderer, vertrat von Wuthenau die Ansicht, dass der Kontinent, entgegen den vorherrschenden Theorien, ethnisch heterogen war und mit indianischen, schwarzen, Weißen, nahöstlichen, ostasiatischen Menschen mit ethnisch gemischtem Erscheinungsbild bevölkert war. Er postulierte, dass der Kontinent somit vor der europäischen Kolonisation im 15. Jahrhundert tiefgreifend von äußeren Gruppen kontaktiert worden sei.

## Biografie
Von Wuthenau wurde 1900 in Dresden in eine deutsche Adelsfamilie geboren. Er war der dritte Sohn des Militärgenerals Graf Karl von Wuthenau-Hohenthurm und derräfin Maria Antonia Chotek von Chotkow und Wognin, Schwester von Sophie, Herzogin von Hohenberg. Als ausgebildeter Jurist hatte von Wuthenau diplomatische Positionen in den USA und Argentinien inne, zunächst als Sekretär der deutschen Delegation in Buenos Aires, Argentinien, ab 1928, und später als Sekretär für Kulturangelegenheiten an der deutschen Botschaft in Washington, D.C. 1930.
Mit einem Hintergrund in Kunstgeschichte und Bildhauerei trat er 1934 nach dem Aufstieg Adolf Hitlers von seinem Botschaftsposten zurück und nahm den Auftrag an, den Altar der Kathedrale von St. Franziskus in Santa Fe, New Mexico, zu restaurieren, sowie später das El Carmen-Kloster in San Ángel, Mexiko-Stadt, und das Museum für Religionskunst in Taxco, Mexiko, auch bekannt als Casa Humboldt, ab 1935, was dazu führte, dass er sich dauerhaft in Mexiko niederließ, zunächst in Taxco, später in Mexiko-Stadt, und in seinen letzten Jahren in Tepoztlán. Nach seiner Ankunft in Mexiko begann von Wuthenau mit dem Studium und der Sammlung präkolumbianischer Skulpturen und baute eine große Sammlung von Artefakten aus dieser Zeit auf, hauptsächlich Terrakotta- und Steinfiguren sowie Köpfe. Er war Professor für Kunstgeschichte an der Universidad de las Américas Puebla in San Andrés Cholula, Mexiko, und Gastdozent an anderen Universitäten.
Von Wuthenau verfasste sieben Bücher, darunter Unexpected Faces in Ancient America (1975) und Pre-Columbian Terracottas (1970). Er vertrat die Ansicht, in der präkolumbianischen Archäologie eine Vielzahl ethnischer Phänotypen – einschließlich schwarzer oder afrikanischer, semitischer, japanischer oder ostasiatischer und keltischer Menschen mit ethnisch gemischtem Erscheinungsbild – zeigen zu können und schlägt mehrere Theorien zur kulturellen Verbreitung in der Region vor, bevor es zum europäischen Kontakt kam. Eine dieser Theorien besagt, dass eine Reise von Phöniziern oder Hebräern aus der Levante um etwa 100 v. Chr. nach Mexiko führte, eine Ansicht, die von Cyrus Gordon, Barry Fell, Ivan van Sertima und anderen Gelehrten unterstützt wurde. Von Wuthenaus Theorien über die ethnischen Grundlagen Mexikos stießen auf Widerstand in der akademischen Gemeinschaft Mexikos.
Neben seiner Forschung und Sammlung arbeitete von Wuthenau in seiner Lebensmitte und späteren Jahren auch als Architekt, entwarf Häuser in Mexiko-Stadt und in der Umgebung von Tepoztlán. Zu seinen Ehren wurde ein Denkmal und ein Park im La Canasta Park in Tepoztlán errichtet. Zudem leitete er ein Projekt zur Renaturierung des Atongo-Flusses in Tepoztlán, das die Beseitigung von Müll und den Bau kleiner Dämme umfasste.
Von Wuthenau verstarb 1994 in Tepoztlán. Ein großer Teil seiner Sammlung von mehr als 1500 Objekten wird heute im Centro Cultural Juan Beckmann Gallardo in Tequila, Mexiko, unter der Schirmherrschaft Instituto Nacional de Antropología e Historia (INAH) ausgestellt.

## Familie
Von Wuthenau heiratete 1935 in St. Louis, Missouri, Rachelle di Catinelli von Obradich-Bevilacqua (1900–1945), eine Kunst-Professorin an der Maryville University und Autorin von Kinderbüchern. Sie zogen bald nach Mexiko und hatten vier Kinder. 1948 heiratete er Beatrix Pietsch von Sidonienburg, mit der er drei Kinder hatte.

## Werke
- Okkupationslehre und Ruhrbesetzung, eine völkerrechtliche Studie. Schmidt & Klaunig, Kiel 1924, DNB 579567826 (3 S., eingeschränkte Vorschau in der Google-Buchsuche – Kiel, Rechts- und staatswiss. Diss., 1924; Auszug).
- Tepotzotlán (= His Arte y color en Mexiko. Kunst und Farbe in Mexiko. Band 1). Berthold von Stetten, Mexico 1940, OCLC 1192260 (spanisch, deutsch, 240 S.).
- The Art of Terracotta Pottery in Pre-Columbian Central and South America (= Art of the world). Crown Publ., New York 1965, OCLC 15085447 (englisch, 203 S., eingeschränkte Vorschau in der Google-Buchsuche).
- Pre-Columbian Terracottas (= Art of the world. Band 28). Methuen, London 1969, OCLC 719119645 (englisch, 203 S., eingeschränkte Vorschau – Internet Archive).
- Altamerikanische Tonplastik. Das Menschenbild der Neuen Welt (= Kunst der Welt. P 44). Holle, Baden-Baden 1980, ISBN 3-87355-205-1 (214 S., unveränd. Nachdruck der Ausgabe 1970).
- Unexpected Faces in Ancient America. 1500 B.C. – A.D. 1520. The Testimony of Pre-Columbian Artists. Crown, New York 1975, OCLC 912905800 (englisch, 240 S., eingeschränkte Vorschau – Internet Archive; eingeschränkte Vorschau in der Google-Buchsuche).
- Amérika. Crisol de las Razas del Mundo. 1. Auflage. Editorial Diana, México, F. D. 1985, ISBN 968-13-0384-9 (spanisch, 289 S., Übersetzung von Unexpected faces in ancient America; 2. Auflage, ebenda 1991, ISBN 968-13-0384-9).
- América. 5000 años de historia. Presencia de japoneses, chinos, hindúes, nubios, fenicios, egipcios, libaneses, judíos, árabes, tártaros, ibero-celtas, vikingos y galeses antes de Colón. Editorial Diana, México, F. D. 1995, ISBN 968-13-2805-1 (spanisch, 144 S.).